# Schistura amplizona
Schistura amplizona és una espècie de peix de la família dels balitòrids i de l'ordre dels cipriniformes.
Els mascles poden assolir els 9,1 cm de longitud total.
Es troba a la conca del riu Mekong al nord de Laos i, possiblement també, a la Xina (Yunnan).
Les seues principals amenaces són la reducció o interrupció del cabal dels rius, la desforestació i les pràctiques agrícoles gens sostenibles.